# Charlottensee (Uhingen)
Der Charlottensee ist ein Stauteich bei Uhingen im baden-württembergischen Landkreis Göppingen.

## Geographische Lage
Der Charlottensee liegt linksseits über dem unteren Tal der Fils im Ostteil des Mittleren Albvorlandes in dessen Teilraum Schlierbacher Platte auf einer Höhe von etwa 364 m ü. NHN. Direkt grenzt er im Nordosten und Osten an den Wald Birkenhau, in geringem Abstand stehen im Südwesten der Charlottenhof, im Nordwesten die Häuser der Uhinger Siedlung entlang der K 1415 zum Stadtteil Sparwiesen, im Norden wird derzeit (2024) eine neue Siedlung im Seefeld um die Straße Am Charlottensee errichtet.

## Geologie
Im Untergrund liegt, wie der Vergleich mit ähnlichen Höhenlagen in der nahen Umgebung nahelegt, vermutlich der Obtususton des Schwarzjuras, der aber lokal durch Lösssediment aus dem Quartär überlagert ist.

## Beschreibung

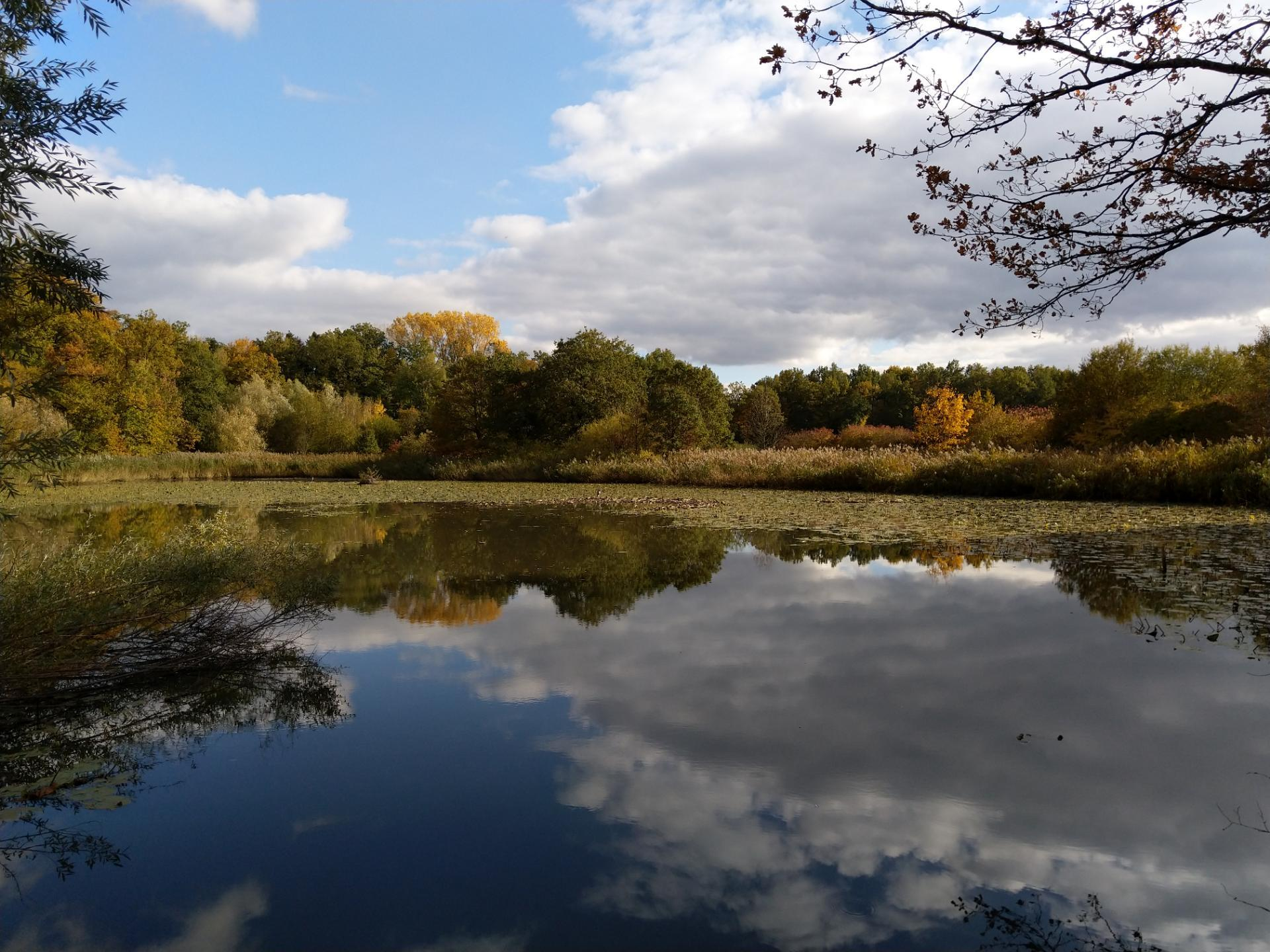
Blick über den Charlottensee

Der 0,9 ha große See ist hinter einem Damm im Westen und Nordwesten angestaut, über den ein Wirtschaftsweg führt. Er erstreckt sich von diesem an knapp 150 Meter weit nach Ostsüdosten und wird dabei immer schmäler. Er ist maximal 80 Meter breit und weithin von einem teils breiten Gürtel aus Schilf umrundet. Das Einzugsgebiet umfasst etwas über 0,2 km² und besteht überwiegend aus Wald. Ihn speisen ein kurzer Graben aus diesem von Südsüdosten her mit unbeständiger Wasserführung und dazu Grundwasser. Den Abfluss führt ein dammnaher Mönch in den abfließenden Tobelbach, der nach etwa 1,2 km langem Lauf nach Norden nahe dem Uhinger Rathaus von links in die untere Fils mündet.

## Natur und Nutzung
Der See, in dem die Gelbe Teichrose (Nuphar lutea) wächst, teils Schwäne schwimmen und gefüttert werden, an dem Reiher brüten und auch Zugvögel Station machen, dient heute vor allem der Naherholung. Er neigt zur Verlandung. Nach Auskunft eines beauftragten Gutachters wachse die Schlickschicht auf dem Seegrund pro Jahr um bis zu einem halben Zentimeter, so dass er sich ohne Gegenmaßnahmen in allenfalls 200 Jahren in ein Moor verwandelt haben werde.

## Schutzgebiete
Der See ist Teil des 1,6 ha großen gleichnamigen Naturdenkmals, das zur Seefläche hinzu noch Uferbereiche umfasst, insbesondere einen breiten Schilf- und Verlandungsbereich. Der angrenzende Wald gehört größtenteils zum Schonwald Baronenwald, einem Eichen-Hainbuchen-Buchenmischwald mit vielen Spechthöhlen.

## Geschichte
Der See wurde Anfang des 15. Jahrhunderts angelegt, vielleicht zur Fischzucht für ein Kloster oder auch als Viehtränke. 1550 wurde er erstmals namentlich erwähnt, damals war er der größte von insgesamt fünf Weihern, die anderen vier wurden im Laufe der Zeit aufgefüllt. 1999/2000 wurde er mit einem Boot ausgebaggert, um der Verlandung zu wehren. Inzwischen wird der Seerosenbewuchs regelmäßig gemäht und der Schnitt aus dem See entfernt, um das Absinken organischen Materials auf den Grund zu vermindern.

### LUBW
Amtliche Online-Gewässerkarte mit passendem Ausschnitt und den hier benutzten Layern: Charlottensee und Umgebung

Allgemeiner Einstieg ohne Voreinstellungen und Layer: Daten- und Kartendienst der Landesanstalt für Umwelt Baden-Württemberg (LUBW) (Hinweise)
1. ↑  Höhe nach dem Höhenlinienbild auf dem Hintergrundlayer Topographische Karte.
2. ↑  Seefläche nach dem Layer Stehende Gewässer.
3. 1 2  Dimensionen abgemessen auf dem Hintergrundlayer Topographische Karte.
4. ↑  Einzugsgebiet abgemessen auf dem Hintergrundlayer Topographische Karte.
5. ↑  Natur teilweise nach dem Layer Biotop.
6. ↑  Schutzgebiete nach den einschlägigen Layern.

### Andere Belege
1. ↑  Hansjörg Dongus: Geographische Landesaufnahme: Die naturräumlichen Einheiten auf Blatt 171 Göppingen. Bundesanstalt für Landeskunde, Bad Godesberg 1961. → Online-Karte (PDF; 4,3 MB)
2. ↑  Geologie nach den Layern zu Geologische Karte 1:50.000 auf: Mapserver des Landesamtes für Geologie, Rohstoffe und Bergbau (LGRB) (Hinweise)
3. ↑  Wird aus dem Charlottensee ein Sumpf?, Artikel auf filstalexpress.de vom 21. April 2023, abgefragt am 6. Januar 2023
4. ↑  Charlottensee, Seite auf der Website www.tourismus-bw.de, abgefragt am 6. Januar 2024